# Tournoi de qualification olympique masculin de hockey sur gazon 2024
Navigation
2019 2028
Le Tournoi de qualification olympique masculin de hockey sur gazon 2024 sera la dernière étape de qualification pour les Jeux olympiques de 2024. Il se tiendra à Lahore, au Pakistan et à Valence en Espagne. Le 28 septembre 2023, compte tenu des difficultés de gouvernance, le Pakistan est remplacé par Oman pour l'organisation d'un tournoi de qualification olympique qui se tiendra à Mascate du 15 au 21 janvier 2024.

## Villes hôtes
| [[Fichier:World location map (equirectangular 180).svg\|1000px\|{{#if:\|{{{alt}}}\|Tournoi de qualification olympique masculin de hockey sur gazon 2024 est dans la page Monde.]]Mascate Valence | Mascate             | Valence         |
| --- | ------------------- | --------------- |
| [[Fichier:World location map (equirectangular 180).svg\|1000px\|{{#if:\|{{{alt}}}\|Tournoi de qualification olympique masculin de hockey sur gazon 2024 est dans la page Monde.]]Mascate Valence | Hockey Oman Stadium | Estadio Betero  |
| [[Fichier:World location map (equirectangular 180).svg\|1000px\|{{#if:\|{{{alt}}}\|Tournoi de qualification olympique masculin de hockey sur gazon 2024 est dans la page Monde.]]Mascate Valence | Capacité: -         | Capacité: 5 000 |
| [[Fichier:World location map (equirectangular 180).svg\|1000px\|{{#if:\|{{{alt}}}\|Tournoi de qualification olympique masculin de hockey sur gazon 2024 est dans la page Monde.]]Mascate Valence |                     |                 |

## Format
Les tournois de qualification olympique masculin de hockey sur gazon 2024 mettent aux prises 16 équipes nationales parmi lesquelles 6 d'entre elles se verront attribuer une qualification pour le tournoi olympique des Jeux 2024.
Deux tournois regroupant chacun 8 équipes sont organisés dans deux villes et pays distincts et les trois premières de chacun de ces tournois seront qualifiées pour les Jeux.

## Équipes qualifiées
Les 16 équipes qualifiées pour le tournoi de qualification olympique sont basées sur leurs performances dans les championnats continentaux.
| Événement                                        | Dates                         | Lieux           | Quotas | Qualifiés                                                           |
| ------------------------------------------------ | ----------------------------- | --------------- | ------ | ------------------------------------------------------------------- |
| Coupe d'Océanie 2023                             | 10 - 13 août 2023             | Whangarei       | 1      | Nouvelle-Zélande                                                    |
| Championnat d'Europe 2023                        | 18 - 27 août 2023             | Mönchengladbach | 7      | Grande-Bretagne Belgique Allemagne Espagne Autriche Irlande Ukraine |
| Jeux asiatiques 2022                             | 24 septembre - 6 octobre 2023 | Hangzhou        | 5      | Japon Corée du Sud Chine Pakistan Malaisie                          |
| Jeux panaméricains 2023                          | 25 octobre - 4 novembre 2023  | Santiago        | 2      | Chili Canada                                                        |
| Tournoi africain de qualification olympique 2023 | 29 octobre - 5 novembre 2023  | Pretoria        | 1      | Égypte                                                              |
| Total                                            | Total                         | Total           | 16     |                                                                     |

## Composition des groupes
| Tournoi de Valence | Tournoi de Mascate |
| ------------------ | ------------------ |
| Belgique           | Grande-Bretagne    |
| Espagne            | Allemagne          |
| Corée du Sud       | Nouvelle-Zélande   |
| Irlande            | Malaisie           |
| Japon              | Pakistan           |
| Autriche           | Canada             |
| Égypte             | Chili              |
| Ukraine            | Chine              |

## Critères
En cas d'égalité de points de plusieurs équipes à l'issue des matchs de poule, les critères suivants sont appliqués dans l'ordre indiqué pour établir leur classement:
1. Points de chaque équipe,
2. Matchs gagnés,
3. Différence de buts,
4. Buts pour,
5. Plus grand nombre de points obtenus dans les matchs de poule disputés entre les équipes concernées,
6. Buts marqués en plein jeu.

## Valence

### Phase préliminaire
Légende :
- Tour pour les médailles
- Tour de classement

#### Poule A
| Rang | Équipe   | Pts | J | G | N | P | Bp | Bc | Diff |
| ---- | -------- | --- | - | - | - | - | -- | -- | ---- |
| 1    | Belgique | 9   | 3 | 3 | 0 | 0 | 23 | 2  | +21  |
| 2    | Irlande  | 6   | 3 | 2 | 0 | 1 | 8  | 5  | +3   |
| 3    | Japon    | 3   | 3 | 1 | 0 | 2 | 5  | 10 | -5   |
| 4    | Ukraine  | 0   | 3 | 0 | 0 | 3 | 3  | 22 | -19  |

| 14 janvier 2024 | Belgique | 7 - 0  | Japon    |
| 14 janvier 2024 | Irlande  | 5 - 1  | Ukraine  |
| 15 janvier 2024 | Japon    | 5 - 2  | Ukraine  |
| 15 janvier 2024 | Irlande  | 2 - 4  | Belgique |
| 17 janvier 2024 | Belgique | 12 - 0 | Ukraine  |
| 17 janvier 2024 | Japon    | 0 - 1  | Irlande  |

#### Poule B
| Rang | Équipe       | Pts | J | G | N | P | Bp | Bc | Diff |
| ---- | ------------ | --- | - | - | - | - | -- | -- | ---- |
| 1    | Espagne H    | 7   | 3 | 2 | 1 | 0 | 14 | 4  | +10  |
| 2    | Corée du Sud | 5   | 3 | 1 | 2 | 0 | 10 | 8  | +2   |
| 3    | Autriche     | 3   | 3 | 1 | 0 | 2 | 5  | 8  | -3   |
| 4    | Égypte       | 1   | 3 | 0 | 1 | 2 | 5  | 14 | -9   |

| 13 janvier 2024 | Espagne      | 4 - 1 | Autriche     |
| 13 janvier 2024 | Corée du Sud | 4 - 4 | Égypte       |
| 14 janvier 2024 | Corée du Sud | 2 - 2 | Espagne      |
| 14 janvier 2024 | Autriche     | 2 - 0 | Égypte       |
| 17 janvier 2024 | Espagne      | 8 - 1 | Égypte       |
| 17 janvier 2024 | Autriche     | 2 - 4 | Corée du Sud |

### Tour de classement

#### Tableau de classement
|  | Demi-finales pour la 5e place | Demi-finales pour la 5e place | Demi-finales pour la 5e place | Demi-finales pour la 5e place |                        |        | Match pour la 5e place | Match pour la 5e place | Match pour la 5e place | Match pour la 5e place |
|  |                               |                               |                               |                               |                        |        |                        |                        |                        |                        |
|  | 19 janvier 2024               | 19 janvier 2024               | 19 janvier 2024               | 19 janvier 2024               |                        |        | 21 janvier 2024        | 21 janvier 2024        | 21 janvier 2024        | 21 janvier 2024        |
|  | A3                            | Japon                         | 1                             | 1                             |                        |        | 21 janvier 2024        | 21 janvier 2024        | 21 janvier 2024        | 21 janvier 2024        |
|  | A3                            | Japon                         | 1                             | 1                             |                        |        | 21 janvier 2024        | 21 janvier 2024        | 21 janvier 2024        | 21 janvier 2024        |
|  | B4                            | Égypte                        | 5                             | 5                             |                        |        | 21 janvier 2024        | 21 janvier 2024        | 21 janvier 2024        | 21 janvier 2024        |
|  | B4                            | Égypte                        | 5                             | 5                             | B4                     | Égypte | 4                      | 4                      |                        |                        |
|  | 19 janvier 2024               |                               |                               |                               | B4                     | Égypte | 4                      | 4                      |                        |                        |
|  |                               |                               | B3                            | Autriche                      | 3                      | 3      |                        |                        |                        |                        |
|  | B3                            | Autriche                      | B3                            | Autriche                      | 3                      | 3      | 2 (3)tab               | 2 (3)tab               |                        |                        |
|  | B3                            | Autriche                      |                               |                               |                        |        |                        | 2 (3)tab               |                        |                        |
|  | A4                            | Ukraine                       | 2 (2)                         | 2 (2)                         |                        |        |                        |                        |                        |                        |
|  | A4                            | Ukraine                       | 2 (2)                         | 2 (2)                         | Match pour la 7e place |        |                        |                        |                        |                        |
|  |                               |                               |                               |                               |                        |        |                        |                        |                        |                        |
|  | 21 janvier 2024               |                               |                               |                               |                        |        |                        |                        |                        |                        |
|  | A3                            | Japon                         | 6                             | 6                             |                        |        |                        |                        |                        |                        |
|  | A3                            | Japon                         | 6                             | 6                             |                        |        |                        |                        |                        |                        |
|  | A4                            | Ukraine                       | 2                             | 2                             |                        |        |                        |                        |                        |                        |
|  | A4                            | Ukraine                       | 2                             | 2                             |                        |        |                        |                        |                        |                        |

#### Match pour la7eplace
| Match 17              | Japon                                                           | 6 - 2   | Ukraine                    |                                                                        |                                                                        |
| 21 janvier 2024 10h00 | Nagayoshi 6e, 34e · Yamasaki 9e, 45e · Ooka 44e · Fujishima 58e | (2 - 1) | 19e Kovalenko · 53e Paziuk | Arbitrage : Nick Bennett Rawi Anbananthan Arbitre vidéo : Tim Meissner | Arbitrage : Nick Bennett Rawi Anbananthan Arbitre vidéo : Tim Meissner |
| 21 janvier 2024 10h00 | Rapport                                                         |         |                            | Arbitrage : Nick Bennett Rawi Anbananthan Arbitre vidéo : Tim Meissner | Arbitrage : Nick Bennett Rawi Anbananthan Arbitre vidéo : Tim Meissner |

#### Match pour la5eplace
| Match 18              | Autriche                                 | 3 - 4   | Égypte                                   |                                                                             |                                                                             |
| 21 janvier 2024 12h30 | Losonci 5e · Lindengrun 35e · Scholz 59e | (1 - 1) | 7e, 60e Mamdouh · 38e Nasr · 40e Ghobran | Arbitrage : Tim Meissner Ilanggo Kanabathu Arbitre vidéo : Rawi Anbananthan | Arbitrage : Tim Meissner Ilanggo Kanabathu Arbitre vidéo : Rawi Anbananthan |
| 21 janvier 2024 12h30 | Rapport                                  |         |                                          | Arbitrage : Tim Meissner Ilanggo Kanabathu Arbitre vidéo : Rawi Anbananthan | Arbitrage : Tim Meissner Ilanggo Kanabathu Arbitre vidéo : Rawi Anbananthan |

### Tour pour les médailles

#### Tableau final
|  | Demi-finales    | Demi-finales    | Demi-finales    | Demi-finales    |                               |          | Finale          | Finale          | Finale          | Finale          |
|  |                 |                 |                 |                 |                               |          |                 |                 |                 |                 |
|  | 19 janvier 2024 | 19 janvier 2024 | 19 janvier 2024 | 19 janvier 2024 |                               |          | 21 janvier 2024 | 21 janvier 2024 | 21 janvier 2024 | 21 janvier 2024 |
|  | A1              | Belgique        | 4               | 4               |                               |          | 21 janvier 2024 | 21 janvier 2024 | 21 janvier 2024 | 21 janvier 2024 |
|  | A1              | Belgique        | 4               | 4               |                               |          | 21 janvier 2024 | 21 janvier 2024 | 21 janvier 2024 | 21 janvier 2024 |
|  | B2              | Corée du Sud    | 0               | 0               |                               |          | 21 janvier 2024 | 21 janvier 2024 | 21 janvier 2024 | 21 janvier 2024 |
|  | B2              | Corée du Sud    | 0               | 0               | A1                            | Belgique | 3               | 3               |                 |                 |
|  | 19 janvier 2024 |                 |                 |                 | A1                            | Belgique | 3               | 3               |                 |                 |
|  |                 |                 | B1              | Espagne         | 2                             | 2        |                 |                 |                 |                 |
|  | B1              | Espagne         | B1              | Espagne         | 2                             | 2        | 2               | 2               |                 |                 |
|  | B1              | Espagne         |                 |                 |                               |          |                 | 2               |                 |                 |
|  | A2              | Irlande         | 0               | 0               |                               |          |                 |                 |                 |                 |
|  | A2              | Irlande         | 0               | 0               | Match pour la troisième place |          |                 |                 |                 |                 |
|  |                 |                 |                 |                 |                               |          |                 |                 |                 |                 |
|  | 21 janvier 2024 |                 |                 |                 |                               |          |                 |                 |                 |                 |
|  | B2              | Corée du Sud    | 3               | 3               |                               |          |                 |                 |                 |                 |
|  | B2              | Corée du Sud    | 3               | 3               |                               |          |                 |                 |                 |                 |
|  | A2              | Irlande         | 4               | 4               |                               |          |                 |                 |                 |                 |
|  | A2              | Irlande         | 4               | 4               |                               |          |                 |                 |                 |                 |

#### Match pour la3eplace
| Match 19              | Corée du Sud                                  | 3 - 4   | Irlande                                               |                                                                       |                                                                       |
| 21 janvier 2024 15h30 | Kim S.H. 23e · Jeong J.W. 30e · Jang J.H. 40e | (2 - 3) | 14e Nelson · 19e Johnson · 24e McKee · 40e O'Donoghue | Arbitrage : Michiel Otten Ben Göntgen Arbitre vidéo : David Tomlinson | Arbitrage : Michiel Otten Ben Göntgen Arbitre vidéo : David Tomlinson |
| 21 janvier 2024 15h30 | Rapport                                       |         |                                                       | Arbitrage : Michiel Otten Ben Göntgen Arbitre vidéo : David Tomlinson | Arbitrage : Michiel Otten Ben Göntgen Arbitre vidéo : David Tomlinson |

#### Finale
| Match 20              | Espagne                  | 2 - 3   | Belgique                             |                                                                       |                                                                       |
| 21 janvier 2024 18h00 | Gispert 38e · Cunill 58e | (0 - 1) | 21e Boon · 58e Van Aubel · 59e Onana | Arbitrage : Zeke Newman David Tomlinson Arbitre vidéo : Michiel Otten | Arbitrage : Zeke Newman David Tomlinson Arbitre vidéo : Michiel Otten |
| 21 janvier 2024 18h00 | Rapport                  |         |                                      | Arbitrage : Zeke Newman David Tomlinson Arbitre vidéo : Michiel Otten | Arbitrage : Zeke Newman David Tomlinson Arbitre vidéo : Michiel Otten |

## Mascate

### Phase préliminaire
Légende :
- Tour pour les médailles
- Tour de classement

#### Poule A
| Rang | Équipe          | Pts | J | G | N | P | Bp | Bc | Diff |
| ---- | --------------- | --- | - | - | - | - | -- | -- | ---- |
| 1    | Grande-Bretagne | 9   | 3 | 3 | 0 | 0 | 16 | 2  | +14  |
| 2    | Pakistan        | 4   | 3 | 1 | 1 | 1 | 6  | 9  | -3   |
| 3    | Chine           | 3   | 3 | 1 | 0 | 2 | 3  | 10 | -7   |
| 4    | Malaisie        | 1   | 3 | 0 | 1 | 2 | 6  | 10 | -4   |

| 15 janvier 2024 | Malaisie        | 2 - 3 | Chine           |
| 15 janvier 2024 | Grande-Bretagne | 6 - 1 | Pakistan        |
| 16 janvier 2024 | Pakistan        | 2 - 0 | Chine           |
| 16 janvier 2024 | Malaisie        | 1 - 4 | Grande-Bretagne |
| 18 janvier 2024 | Grande-Bretagne | 6 - 0 | Chine           |
| 18 janvier 2024 | Pakistan        | 3 - 3 | Malaisie        |

#### Poule B
| Rang | Équipe           | Pts | J | G | N | P | Bp | Bc | Diff |
| ---- | ---------------- | --- | - | - | - | - | -- | -- | ---- |
| 1    | Allemagne        | 7   | 3 | 2 | 1 | 0 | 14 | 2  | +12  |
| 2    | Nouvelle-Zélande | 7   | 3 | 2 | 1 | 0 | 9  | 3  | +6   |
| 3    | Chili            | 3   | 3 | 1 | 0 | 2 | 4  | 8  | -4   |
| 4    | Canada           | 0   | 3 | 0 | 0 | 3 | 2  | 16 | -14  |

| 15 janvier 2024 | Allemagne        | 9 - 0 | Canada           |
| 15 janvier 2024 | Nouvelle-Zélande | 3 - 1 | Chili            |
| 16 janvier 2024 | Canada           | 2 - 3 | Chili            |
| 16 janvier 2024 | Nouvelle-Zélande | 2 - 2 | Allemagne        |
| 18 janvier 2024 | Allemagne        | 3 - 0 | Chili            |
| 18 janvier 2024 | Canada           | 0 - 4 | Nouvelle-Zélande |

### Tour de classement

#### Tableau de classement
|  | Demi-finales pour la 5e place | Demi-finales pour la 5e place | Demi-finales pour la 5e place | Demi-finales pour la 5e place |                        |          | Match pour la 5e place | Match pour la 5e place | Match pour la 5e place | Match pour la 5e place |
|  |                               |                               |                               |                               |                        |          |                        |                        |                        |                        |
|  | 20 janvier 2024               | 20 janvier 2024               | 20 janvier 2024               | 20 janvier 2024               |                        |          | 21 janvier 2024        | 21 janvier 2024        | 21 janvier 2024        | 21 janvier 2024        |
|  | A3                            | Chine                         | 1                             | 1                             |                        |          | 21 janvier 2024        | 21 janvier 2024        | 21 janvier 2024        | 21 janvier 2024        |
|  | A3                            | Chine                         | 1                             | 1                             |                        |          | 21 janvier 2024        | 21 janvier 2024        | 21 janvier 2024        | 21 janvier 2024        |
|  | B4                            | Canada                        | 3                             | 3                             |                        |          | 21 janvier 2024        | 21 janvier 2024        | 21 janvier 2024        | 21 janvier 2024        |
|  | B4                            | Canada                        | 3                             | 3                             | B4                     | Canada   | 0 (1)                  | 0 (1)                  |                        |                        |
|  | 20 janvier 2024               |                               |                               |                               | B4                     | Canada   | 0 (1)                  | 0 (1)                  |                        |                        |
|  |                               |                               | A4                            | Malaisie                      | 0 (3)tab               | 0 (3)tab |                        |                        |                        |                        |
|  | B3                            | Chili                         | A4                            | Malaisie                      | 0 (3)tab               | 0 (3)tab | 0                      | 0                      |                        |                        |
|  | B3                            | Chili                         |                               |                               |                        |          |                        | 0                      |                        |                        |
|  | A4                            | Malaisie                      | 5                             | 5                             |                        |          |                        |                        |                        |                        |
|  | A4                            | Malaisie                      | 5                             | 5                             | Match pour la 7e place |          |                        |                        |                        |                        |
|  |                               |                               |                               |                               |                        |          |                        |                        |                        |                        |
|  | 21 janvier 2024               |                               |                               |                               |                        |          |                        |                        |                        |                        |
|  | A3                            | Chine                         | 3 (4)                         | 3 (4)                         |                        |          |                        |                        |                        |                        |
|  | A3                            | Chine                         | 3 (4)                         | 3 (4)                         |                        |          |                        |                        |                        |                        |
|  | B3                            | Chili                         | 3 (5)tab                      | 3 (5)tab                      |                        |          |                        |                        |                        |                        |
|  | B3                            | Chili                         | 3 (5)tab                      | 3 (5)tab                      |                        |          |                        |                        |                        |                        |

#### Match pour la7eplace
| Match 17              | Chili                                                 | 3 - 3             | Chine                                                   |                                                                     |                                                                     |
| 21 janvier 2024 13h00 | Renz 17e · Hurtado 21e · Amoroso 40e                  | (2 - 0)           | 31e Chen Q.J. · 39e Du S.H. · 59e Du T.L.K.             | Arbitrage : Sean Edwards Darren Hubach Arbitre vidéo : Steve Rogers | Arbitrage : Sean Edwards Darren Hubach Arbitre vidéo : Steve Rogers |
| 21 janvier 2024 13h00 | Rapport                                               |                   |                                                         | Arbitrage : Sean Edwards Darren Hubach Arbitre vidéo : Steve Rogers | Arbitrage : Sean Edwards Darren Hubach Arbitre vidéo : Steve Rogers |
| 21 janvier 2024 13h00 | Hurtado · Becerra · Valenzuela · Gesswein · Maldonado | Tirs au but 5 - 4 | Lin C.L. · Chen Q.J. · Chao J.M. · Chen C.C. · Gao J.S. | Arbitrage : Sean Edwards Darren Hubach Arbitre vidéo : Steve Rogers | Arbitrage : Sean Edwards Darren Hubach Arbitre vidéo : Steve Rogers |

#### Match pour la5eplace
| Match 18              | Malaisie               | 0 - 0             | Canada                                 |                                                                        |                                                                        |
| 21 janvier 2024 15h30 |                        |                   |                                        | Arbitrage : Paul Walker Ahmed Elsayed Arbitre vidéo : Hideki Kinoshita | Arbitrage : Paul Walker Ahmed Elsayed Arbitre vidéo : Hideki Kinoshita |
| 21 janvier 2024 15h30 | Rapport                |                   |                                        | Arbitrage : Paul Walker Ahmed Elsayed Arbitre vidéo : Hideki Kinoshita | Arbitrage : Paul Walker Ahmed Elsayed Arbitre vidéo : Hideki Kinoshita |
| 21 janvier 2024 15h30 | Firhan · Aiman · Kamal | Tirs au but 3 - 1 | Johnston · Bissett · Van Son · Panesar | Arbitrage : Paul Walker Ahmed Elsayed Arbitre vidéo : Hideki Kinoshita | Arbitrage : Paul Walker Ahmed Elsayed Arbitre vidéo : Hideki Kinoshita |

### Tour pour les médailles

#### Tableau final
|  | Demi-finales    | Demi-finales     | Demi-finales    | Demi-finales    |                               |                 | Finale          | Finale          | Finale          | Finale          |
|  |                 |                  |                 |                 |                               |                 |                 |                 |                 |                 |
|  | 20 janvier 2024 | 20 janvier 2024  | 20 janvier 2024 | 20 janvier 2024 |                               |                 | 21 janvier 2024 | 21 janvier 2024 | 21 janvier 2024 | 21 janvier 2024 |
|  | A1              | Grande-Bretagne  | 3               | 3               |                               |                 | 21 janvier 2024 | 21 janvier 2024 | 21 janvier 2024 | 21 janvier 2024 |
|  | A1              | Grande-Bretagne  | 3               | 3               |                               |                 | 21 janvier 2024 | 21 janvier 2024 | 21 janvier 2024 | 21 janvier 2024 |
|  | B2              | Nouvelle-Zélande | 1               | 1               |                               |                 | 21 janvier 2024 | 21 janvier 2024 | 21 janvier 2024 | 21 janvier 2024 |
|  | B2              | Nouvelle-Zélande | 1               | 1               | A1                            | Grande-Bretagne | 0               | 0               |                 |                 |
|  | 20 janvier 2024 |                  |                 |                 | A1                            | Grande-Bretagne | 0               | 0               |                 |                 |
|  |                 |                  | B1              | Allemagne       | 1                             | 1               |                 |                 |                 |                 |
|  | B1              | Allemagne        | B1              | Allemagne       | 1                             | 1               | 4               | 4               |                 |                 |
|  | B1              | Allemagne        |                 |                 |                               |                 |                 | 4               |                 |                 |
|  | A2              | Pakistan         | 0               | 0               |                               |                 |                 |                 |                 |                 |
|  | A2              | Pakistan         | 0               | 0               | Match pour la troisième place |                 |                 |                 |                 |                 |
|  |                 |                  |                 |                 |                               |                 |                 |                 |                 |                 |
|  | 21 janvier 2024 |                  |                 |                 |                               |                 |                 |                 |                 |                 |
|  | B2              | Nouvelle-Zélande | 3               | 3               |                               |                 |                 |                 |                 |                 |
|  | B2              | Nouvelle-Zélande | 3               | 3               |                               |                 |                 |                 |                 |                 |
|  | A2              | Pakistan         | 2               | 2               |                               |                 |                 |                 |                 |                 |
|  | A2              | Pakistan         | 2               | 2               |                               |                 |                 |                 |                 |                 |

#### Match pour la3eplace
| Match 19              | Nouvelle-Zélande            | 3 - 2   | Pakistan     |                                                                       |                                                                       |
| 21 janvier 2024 18h00 | Boyde 24e, 58e · Inglis 52e | (1 - 2) | 18e, 24e Abu | Arbitrage : Gabriel Labate Sean Rapaport Arbitre vidéo : Sean Edwards | Arbitrage : Gabriel Labate Sean Rapaport Arbitre vidéo : Sean Edwards |
| 21 janvier 2024 18h00 | Rapport                     |         |              | Arbitrage : Gabriel Labate Sean Rapaport Arbitre vidéo : Sean Edwards | Arbitrage : Gabriel Labate Sean Rapaport Arbitre vidéo : Sean Edwards |

#### Finale
| Match 20              | Grande-Bretagne | 0 - 1   | Allemagne   |                                                                            |                                                                            |
| 21 janvier 2024 20h30 |                 | (0 - 0) | 56e Zwicker | Arbitrage : Hideki Kinoshita Tyler Klenk Arbitre vidéo : Gareth Greenfield | Arbitrage : Hideki Kinoshita Tyler Klenk Arbitre vidéo : Gareth Greenfield |
| 21 janvier 2024 20h30 | Rapport         |         |             | Arbitrage : Hideki Kinoshita Tyler Klenk Arbitre vidéo : Gareth Greenfield | Arbitrage : Hideki Kinoshita Tyler Klenk Arbitre vidéo : Gareth Greenfield |

## Classement final
| Rang               | Tournoi | Groupe | Équipe           | J | V | N | P | BP | BC | +/- | Pts | Classement mondial FIH | Classement mondial FIH | Classement mondial FIH |
| Rang               | Tournoi | Groupe | Équipe           | J | V | N | P | BP | BC | +/- | Pts | Avant                  | Après                  | +/-                    |
| ------------------ | ------- | ------ | ---------------- | - | - | - | - | -- | -- | --- | --- | ---------------------- | ---------------------- | ---------------------- |
| Médaille d'or      | Valence | A      | Belgique         | 5 | 5 | 0 | 0 | 30 | 4  | +26 | 15  | 2                      | 2                      | 0                      |
| Médaille d'or      | Mascate | B      | Allemagne        | 5 | 4 | 1 | 0 | 19 | 2  | +17 | 13  | 5                      | 4                      | +1                     |
| Médaille d'argent  | Mascate | A      | Grande-Bretagne  | 5 | 4 | 0 | 1 | 19 | 4  | +15 | 12  | 4                      | 5                      | -1                     |
| Médaille d'argent  | Valence | B      | Espagne H        | 5 | 3 | 1 | 1 | 18 | 7  | +11 | 10  | 8                      | 8                      | 0                      |
| Médaille de bronze | Mascate | B      | Nouvelle-Zélande | 5 | 3 | 1 | 1 | 13 | 8  | +5  | 10  | 11                     | 10                     | +1                     |
| Médaille de bronze | Valence | A      | Irlande          | 5 | 3 | 0 | 2 | 12 | 10 | +2  | 9   | 13                     | 11                     | +2                     |
| 4                  | Valence | B      | Corée du Sud     | 5 | 1 | 2 | 2 | 13 | 16 | -3  | 5   | 10                     | 12                     | -2                     |
| 4                  | Mascate | A      | Pakistan         | 5 | 1 | 1 | 3 | 8  | 16 | -8  | 4   | 16                     | 15                     | +1                     |
|                    |         |        |                  |   |   |   |   |    |    |     |     |                        |                        |                        |
| 5                  | Valence | B      | Égypte           | 5 | 2 | 1 | 2 | 14 | 18 | -4  | 7   | 20                     | 18                     | +2                     |
| 5                  | Mascate | A      | Malaisie         | 5 | 1 | 2 | 2 | 11 | 10 | +1  | 5   | 12                     | 13                     | -1                     |
| 6                  | Valence | B      | Autriche         | 5 | 1 | 1 | 3 | 10 | 14 | -4  | 4   | 19                     | 20                     | -1                     |
| 6                  | Mascate | B      | Canada           | 5 | 1 | 1 | 3 | 5  | 17 | -12 | 4   | 17                     | 19                     | -2                     |
| 7                  | Valence | A      | Japon            | 5 | 2 | 0 | 3 | 12 | 17 | -5  | 6   | 15                     | 16                     | -1                     |
| 7                  | Mascate | B      | Chili            | 5 | 1 | 1 | 3 | 7  | 16 | -9  | 4   | 22                     | 22                     | 0                      |
| 8                  | Mascate | A      | Chine            | 5 | 1 | 1 | 3 | 7  | 16 | -9  | 4   | 23                     | 23                     | 0                      |
| 8                  | Valence | A      | Ukraine          | 5 | 0 | 1 | 4 | 7  | 30 | -23 | 1   | 29                     | 31                     | -2                     |

|  | Nation qualifiée pour les Jeux olympiques 2024 |